# Coptophyllum reptans
Coptophyllum reptans là một loài thực vật có hoa trong họ Thiến thảo. Loài này được (Backer ex Bremek.) Bakh.f. mô tả khoa học đầu tiên năm 1963.